# 23 Lyncis
23 Lyncis är en orange jätte i stjärnbilden Lodjuret.
23 Lyncis har visuell magnitud +6,08 och är svagt synlig för blotta ögat vid god seeing. Den befinner sig på ett avstånd av ungefär 700 ljusår.